# Custódio
Custódio Miguel Dias de Castro (* 24. Mai 1983 in Guimarães, Portugal) ist ein ehemaliger portugiesischer Fußballspieler.

## Karriere

### Verein
Custódio begann seine Profikarriere bei Sporting Lissabon. Er wurde als offensiver Mittelfeldspieler ausgebildet, kann aber auf sämtlichen Mittelfeldpositionen eingesetzt werden. Im Jahr 2007 wechselte er nach Russland zum FK Dynamo Moskau. 2008 kehrte er zurück nach Portugal und schloss sich seinem Heimatverein Vitória Guimarães an. Nach zwei Saisons wechselte er zum Ligakonkurrenten Sporting Braga.
Im Halbfinale der UEFA Europa League 2010/11 erzielte er im Rückspiel gegen Benfica Lissabon per Kopfball das entscheidende 1:0, woraufhin sein Verein wegen des 1:2 im Hinspiel und der Auswärtstorregel das Finale gegen den FC Porto erreichte.
In der Winterpause 2014/15 wechselte Custódio in die türkische Süper Lig zu Akhisar Belediyespor. Ab Anfang 2016 bis zu seinem Abschied zum Sommer 2017 bekleidete er das Amt des Kapitäns bei Akhisar Belediyespor.

### Nationalmannschaft
Am 2. Juni 2012 debütierte Custódio in der portugiesischen Nationalmannschaft, nachdem er von Nationaltrainer Paulo Bento überraschend für die Europameisterschaft 2012 nominiert worden war.

## Erfolge
- Sporting Braga:
  - Taça da Liga: 2013